# Ingo Schulze
Ingo Schulze (né le 15 décembre 1962 à Dresde (ex-RDA)) est un écrivain allemand.

## Biographie
Ingo Schulze obtient son baccalauréat en 1981. Après 18 mois de service militaire, il étudie la philosophie classique à l'université d'Iéna et la littérature allemande de 1983 à 1988. Il est ensuite dramaturge pour le théâtre régional d'Altenbourg. En 1990, il crée l'hebdomadaire Altenburger Wochenblatt avec Ekkehard Reinhold et Otto Werner Förster. Il séjourne ensuite à Saint-Pétersbourg au début de l'année 1993, expérience de laquelle il tire son recueil de nouvelles 33 moments de bonheur. Il s'installe à Berlin en septembre de la même année.
Il est, depuis 2006, membre de l'Académie des arts de Berlin, dont il est, depuis 2010, directeur du département littérature. En 2007, il est boursier à la villa Massimo, le centre culturel allemand de Rome.

## Publications
- 33 Augenblicke des Glücks, Berlin 1995
- Simple Storys, Berlin 1998
- Der Brief meiner Wirtin, Louisbourg 2000
- Von Nasen, Faxen und Ariadnefäden, Berlin 2000
- Mr. Neitherkorn und das Schicksal, Berlin 2001
- Würde ich nicht lesen, würde ich auch nicht schreiben, Lichtenfels 2002
- Neue Leben, Berlin 2005
- Handy. Dreizehn Storys in alter Manier, Berlin 2007
- Adam und Evelyn, Berlin 2008
- Was wollen wir?, Berlin Verlag, 2009
- Augusto, der Richter - Eine Erzählung, Prestel Verlag, 2010
- Orangen und Engel, Berlin Verlag, 2010
- Unsere schönen neuen Kleider, Hanser Berlin, 2012
- Henkerslos, Ein Märchenbrevier. Hanser Verlag, 2013,  (ISBN 978-3-446-24405-4) (avec Christine Traber. Mit Illustrationen von Sebastian Menschenmoser).
- Peter Holtz. Sein glückliches Leben erzählt von ihm selbst. Fischer, Francfort-sur-le-Main, 2017,  (ISBN 978-3-10-397204-7)
- Die rechtschaffenen Mörder. Fischer, Francfort-sur-le-Main, 2020,  (ISBN 978-3-10-390001-9)

## Œuvres traduites en français
- Histoires sans gravité, Fayard, 1999  (ISBN 2213602735), traduction de Simple Storys
- 33 moments de bonheur, Fayard, 2001  (ISBN 2213602727), traduction de 33 Augenblicke des Glücks
- Vies nouvelles, 2008  (ISBN 2213616493), traduction de Neue Leben
- Portable, treize histoires à la manière ancienne, Fayard, 2010  (ISBN 2213636761), traduction de Handy. Dreizehn Storys in alter Manier
- Adam et Evelyne, Fayard, 2011  (ISBN 2213643547), traduction de Adam und Evelyn
- Peter Holtz - Autoportrait d'une vie heureuse, Fayard 2019 (ISBN 2213709920), traduction de Peter Holtz - Sein glückliches Leben erzählt von ihm selbst.
- De braves et honnêtes meurtriers, Fayard, 2023  (ISBN 2213720711), traduction de Die rechtschaffenen Mörder.

## Décoration
- Chevalier de l'ordre du Mérite de la République fédérale d'Allemagne

## Récompenses et distinctions
- 1995: prix Alfred-Döblin, (prix de promotion)
- 1998: Johannes-Bobrowski-Medaille (de), pour Simple Storys (Histoires sans gravité)
- 2007: prix littéraire de Thuringe
- 2008: Samuel-Bogumil-Linde-Preis (de)
- 2008: prix Grinzane-Cavour, fiction étrangère, pour Neue Leben (Vies nouvelles)
- 2013: prix Manhae, section littérature
- 2013: prix Bertolt-Brecht
- 2014: Hörspiel des Monats (de) Hörspiel des Monats: Octobre, pour Das Deutschlandgerät
- 2017: prix Rheingau de littérature (de) pour Peter Holtz. Sein glückliches Leben erzählt von ihm selbst
- 2017: nomination pour le prix du livre allemand avec Peter Holtz
- 2019: Werner-Bergengruen-Preis (de)
- 2020: ordre du Mérite de la République fédérale d'Allemagne : Croix fédérale du mérite, 1re classe